# Pelecopsidis frontalis
Pelecopsidis frontalis là một loài nhện trong họ Linyphiidae.
Loài này thuộc chi Pelecopsidis. Pelecopsidis frontalis được Richard C. Banks miêu tả năm 1904.